# Gaalkacyo
Gaalkacyo (italià Gallacaio) és una ciutat del centre de Somàlia, capital de la regió de Mudug. Està dividida en dos parts: Gaalkacyo Nord i Gaalkacyo Sud. Aquesta segona és la seu del govern regional de Galmudug, però l'aeròdrom està sota control de Puntland; la part nord està sota jurisdicció de Puntland. Encara que té un nombre important d'habitants, la quantitat de més de mig milió que s'ha donat algunes vegades se sens dubte exagerada i correspondria a tot el districte. És una ciutat desenvolupada, tot i la guerra civil i el temps passat sense estat. La Universitat de l'Estat de Puntland és a la part nord; també hi té seu la Universitat d'Àfrica Oriental i altres privades.
És també un districte de la regió de Mudug, que rep el nom per la seva capital.
Està dividida en els següents districtes: Wadajir, Horumar, Garsoor, Israac, Nova Garsoor, i Siinaay.

## Història
Pertanyé al sultanat d'Obbia fins que el 1925 aquest fou annexionat a la Somàlia Italiana. Fins llavors els italians l'anomenaven Gallacaio o Gallacai però després la van rebatejar Rocca Littorio. Fou declarada capital de districte el 1941. Part de la Somàlia independent entre 1960 i 2006, l'agost d'aquest any s'hi va proclamar l'estat de Galmudug i en va esdevenir la capital.